# Acer sunyiense
Acer sunyiense é uma espécie de árvore do gênero Acer, pertencente à família Aceraceae.